# Aangifteplicht (dierziekte)
De aangifteplicht van dierziekten in Nederland is de plicht tot het aangeven van verdachte ziektesymptomen en daarmee samenhangende administratieve onregelmatigheden bij de Nederlandse Voedsel- en Warenautoriteit.
In de Nederlandse Gezondheids- en welzijnswet voor dieren en de Regeling preventie bestrijding en monitoring van besmettelijke dierziekten, zoönosen en TSE’s staan de dierziekten beschreven die een eigenaar of dierenarts meteen moet melden. De Wet publieke gezondheid biedt het kader voor het indammen van besmettelijke dierziekten. Deze wet heeft in 2008 de Infectieziektenwet vervangen. 
Dierziekten zijn aangifteplichtig wanneer de ziekte zich snel kan uitbreiden, gevaarlijk is voor mens of dier en moeilijk te bestrijden of genezen is. Ook de Europese Unie kan aangifteplicht voor dierziekten instellen. Veehouders en dierenartsen kunnen ook vrijwillig signalen van dierziekten melden in het kader van de diergezondheidsmonitoring in Nederland. 

## Pups uit het buitenland
Dierenartsen zijn bovendien in Nederland verplicht om onregelmatigheden zoals de aanwezigheid van een pup van jonger dan 3 maanden uit een land dat niet officieel rabiës-vrij is, te melden. Het is immers verboden om ongevaccineerde dieren in te voeren. Vaccinatie tijdens de periode van de maternale immuniteit die arbitrair op 3 maanden geschat wordt, is immers onvoldoende beschermend tegen besmetting. Geregistreerde vaccinatie kan dus ten vroegste na deze periode, en pas na nog 3 weken wachttijd daarna, kan een pup legaal ingevoerd worden.